# Gianfrancesco Enzola

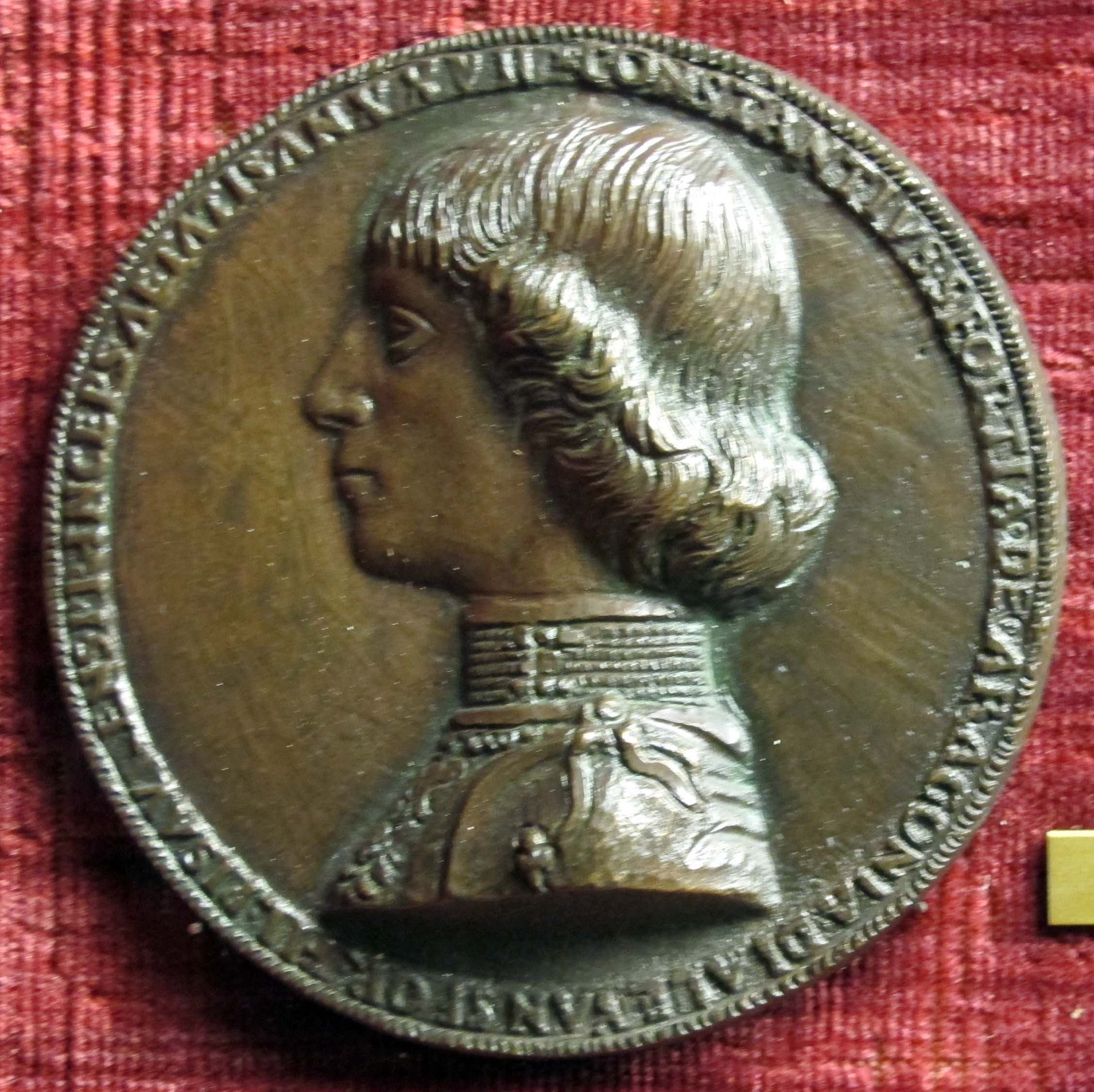
Gianfrancesco Enzola, medaglia di Costanzo Sforza, signore di Pesaro, 1475

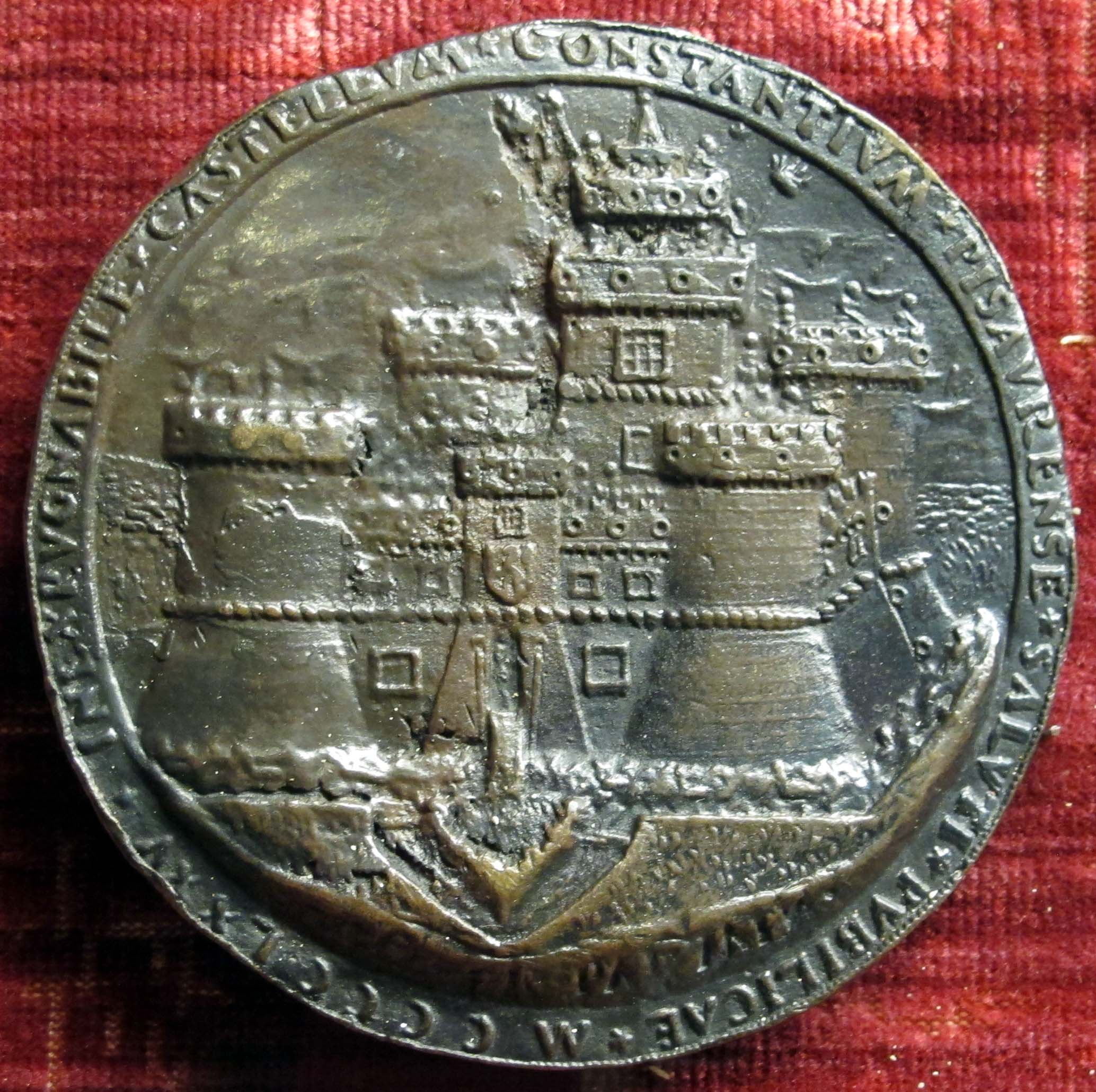
Medaglia di Costanzo Sforza, verso con il castello di Pesaro

Gianfrancesco Enzola, detto il Parmense (Parma, 1430 circa – 1513 circa), è stato un medaglista italiano.

## Biografia
Figlio di un orefice, medaglista e maestro di zecca a Parma, Luca Enzola, non se ne conosce né la data di nascita né di morte, ricavabili in maniera indicativa oltre l'arco temporale di attività tra il 1455 (data sulla medaglia di Pier Maria II de' Rossi conte di Berceto) e il 1478 (data sulla medaglia di Federico da Montefeltro)
La sua formazione, oltre che alla bottega paterna, si può collocare presso gli orefici Alessandro da Parma e suo figlio Pietro, attivi tra l'altro nella basilica del Santo a Padova.
Una prima fase dell'attività artistica dell'Enzola (1455-1471 circa) è legata alla messa a punto dei procedimenti tecnici che gli permisero di padroneggiare l'arte della medaglia, passando dalla fusione, tecnica allora nettamente dominante, ai primi tentativi di conio, di cui fu protagonista assieme al veneziano Vittore Gambello. Nelle sue prime medaglie la tecnica usata è particolarmente rudimentale, con l'incisione della matrice direttamente a negativo sul metallo, servendosi di strumenti da scultore, su modelli di dimensioni piccole, pari a quelle delle monete (circa 4 cm). Appartengono a questa fase la serie delle medaglie per il conte Pier Maria II de' Rossi e la sua amante Bianca pellegrini, per Francesco Sforza, e le singole medaglie per Cecco Ordelaffi signore di Forlì (1457) e Taddeo Manfredi signore di Faenza (1461). Le medaglie si ispirano alla tradizione inaugurata da Pisanello e proseguita da Matteo de' Pasti, con il ritratto umanistico di profilo sul recto e una scena in rapporto col personaggio sul verso, di gusto per lo più araldico o allegorico. Il rilievo è solitamente molto schiacciato e poco nitido.
Dal 1472 al 1473 fu maestro di zecca a Ferrara.
In seguito abbandonò la tecnica della coniazione, per le difficoltà tecniche e la sua non piena confidenza, tornando alla tradizione della fusione, e incrementando la qualità del disegno e del modellato, che divenne più in rilievo. A questa seconda fase, databile al 1474-1478 circa, appartiene la serie per Costanzo Sforza di Pesaro (1474, 1475, 1478 e parecchie non datate), considerabile il suo capolavoro, dove il ritratto è trattato con notevole qualità, senza fronzoli, mentre il verso, come un po' in tutte le sue opere, è sovraffollato di elementi, con le lettere dell'iscrizione tracciate con una certa imperizia.
La sua carriera si chiude idealmente con la medaglia di Federico da Montefeltro, di ben 9,2 cm di diametro, nota da una riproduzione delle due facce incise su tondelli di cuoio nella Biblioteca apostolica vaticana (cod. Urb. lat. 1418). Il ritratto mostra il condottiero anziano, per nulla idealizzato
Oltre alle medaglie la sua produzione comprende numerose placchette e un sigillo per città di Parma, opera firmata, e altri sigilli attribuiti nell'assenza di firma.